# Bembecia aye
Bembecia aye is een vlinder uit de familie wespvlinders (Sesiidae), onderfamilie Sesiinae.
Bembecia aye is voor het eerst wetenschappelijk beschreven door Stalling, Altermatt, Lingenhöle & Garrevoet in 2010. De soort komt voor in het Palearctisch gebied.